# 加德納·格林·赫巴德
加德納·格林·赫巴德 (1822年8月25日 – 1897年12月11日)，為美國律師、國家地理學會主席兼創辦人、慈善家。

## 生平
1822年出生於馬薩諸塞州波士頓。是波士頓商人加德納·格林的孫子。
1841年畢業於達特茅斯學院，之後更到哈佛法學院學習法律，並於1843年取得律師資格。之後移居劍橋，並且加入了波士頓的一家律師事務所，開始執業至1873年。
1877年，成立貝爾電話公司。
1888年夏天，赫伯德與妻子到華盛頓郊區想找塊避暑勝地，於是看見了西北區山丘上的一塊土地，此地深得赫伯德夫婦的喜愛，買下土地後找來了一位留法建築師為其興建一座別墅，由於別墅後有兩棵橡樹並列聳立，因而得名「雙橡園」。